# ایستگاه آکابانه-ایوابوچی
ایستگاه آکابانه-ایوابوچی (به لاتین: Akabane-iwabuchi Station) یک ایستگاه مترو در ژاپن است که در کیتا-کو واقع شده‌است.